# Johann Löser
Johann Löser (* 23. März 1937 in Wien; † 25. September 2020 in Kleinengersdorf (Gemeinde Bisamberg)) war ein österreichischer Fußballspieler und -trainer. Der gelernte Elektromechaniker spielte den Großteil seiner Laufbahn in der Abwehr der Wiener Austria.

## Spieler
Löser spielte schon in seiner Jugend im Nachwuchs der Austria. Am 14. Mai 1955 war er im Spiel gegen den FC Wien erstmals für die Kampfmannschaft im Einsatz. Insgesamt absolvierte er 198 Bewerbsspiele, darunter 17 Cup- sowie 16 Europacup- und Mitropacupspiele in der violetten Dress. Des Weiteren stand Löser am 24. Juni 1962 gegen Ungarn für das österreichische Nationalteam auf dem Platz. Nach elf Saisonen bei Austria Wien wechselte er für zwei Spielzeiten er zum Wiener AC, ehe er 1967 seine aktive Karriere beim ATSV Hollabrunn in der niederösterreichischen 1. Klasse Nordwest (5. Leistungsstufe) ausklingen ließ.

## Trainer
1974 übernahm Löser kurzzeitig das Traineramt beim SV Stockerau in der zweitklassigen Nationalliga, wechselte jedoch in der Winterpause als Interimstrainer zu seinem ehemaligen Verein Austria Wien. Zuletzt betreute er in der Saison 1977/78 den Zweitdivisionär SC Tulln.

## Erfolge
3 × Meister mit Austria Wien (1961–1963)

3 × Cupsieger mit Austria Wien (1960–1962)